# I Shot the Sheriff
»I Shot the Sheriff« (angleško Ustrelil sem šerifa) je pesem, in sicer izvirno delo Boba Marleyja. Govori o pravičnosti, nedolžnosti in kljubovanju, prvič izdana leta 1973 na njegovem albumu Burnin'. Je zadnji singl prvotne skupine The Wailers (skupaj s Petrom Toshom in Bunnyjem Wailerjem, ki sta nato nadaljevala s samostojno glasbeno potjo). Pesem je postala priljubljena z blues pevcem in kitaristom Ericom Claptonom. Njegova različica je bila izdana leta 1974 na albumu 461 Ocean Boulevard, s stranskim vokalom Yvonne Elliman. To leto je pesem en teden tudi kraljevala na glasbenih lestvicah.
 »Hotel sem reči 'ustrelil sem policaja', toda ker bi se vlada razburjala sem rekel 'ustrelil sem šerifa' ...., misel pa je ostala ista: pravičnost« (»I want to say 'I shot the police' but the government would have made a fuss so I said 'I shot the sheriff' instead ... but it's the same idea: justice.«) — Bob Marley